# امیلی راترفورد
امیلی راترفورد (به انگلیسی: Emily Rutherfurd) (زاده ۱۸ سپتامبر ۱۹۷۴ ) بازیگر آمریکایی است.
از فیلم‌های معروف او می‌توان به بازی در رنج و گنج اشاره کرد.